# Луп Солунски
Луп Солунски или Лупос (на гръцки: Άγιος Λούπος) е православен светец, почитан като мъченик, пострадал при управлението на император Максимиан или в началото на управлението на император Галерий (към 306 г.). Празникът му се чества от Православната църква на 23 август и 26 октомври.

## Биография
Луп е роб на великомъченика Свети Димитър, воин от град Солун, Гърция. Двамата са арестувани заедно, в хода на гоненията над християните, но още преди да бъде хвърлен в затвора, във връзка с религиозните си убеждения, господарят му му поверява половината от своето богатство, а другата раздава на бедните.
Първи бива убит (пронизан с копие) Свети Димитър. Луп прибира дрехата и пръстена му, напоени с мъченическата му кръв и после извършва много чудеса, церейки с тях много болни и недъгави. По-късно той също е екзекутиран, за проповядването на християнството - чрез обезглавяване.